# Phakding
Phakding  est un petit village ou une ville de la région Khumbu du Népal.  
Il se trouve dans la vallée de la rivière Dudh Kosi juste au nord de Lukla et au sud de Monjo, à une altitude de 3 000 m,, l'un des UNESCO site du patrimoine mondial depuis 1979.
Le sentier commence à Lukla et Phakding est souvent le principal point d'arrêt des randonneurs en route vers le Mont Everest via la route Gokyo Ri ou la route Tengboche.

La fonction principale du village est de soutenir l'industrie du tourisme et, à ce titre, se compose d'un certain nombre de maisons d'hôtes.

Phakding
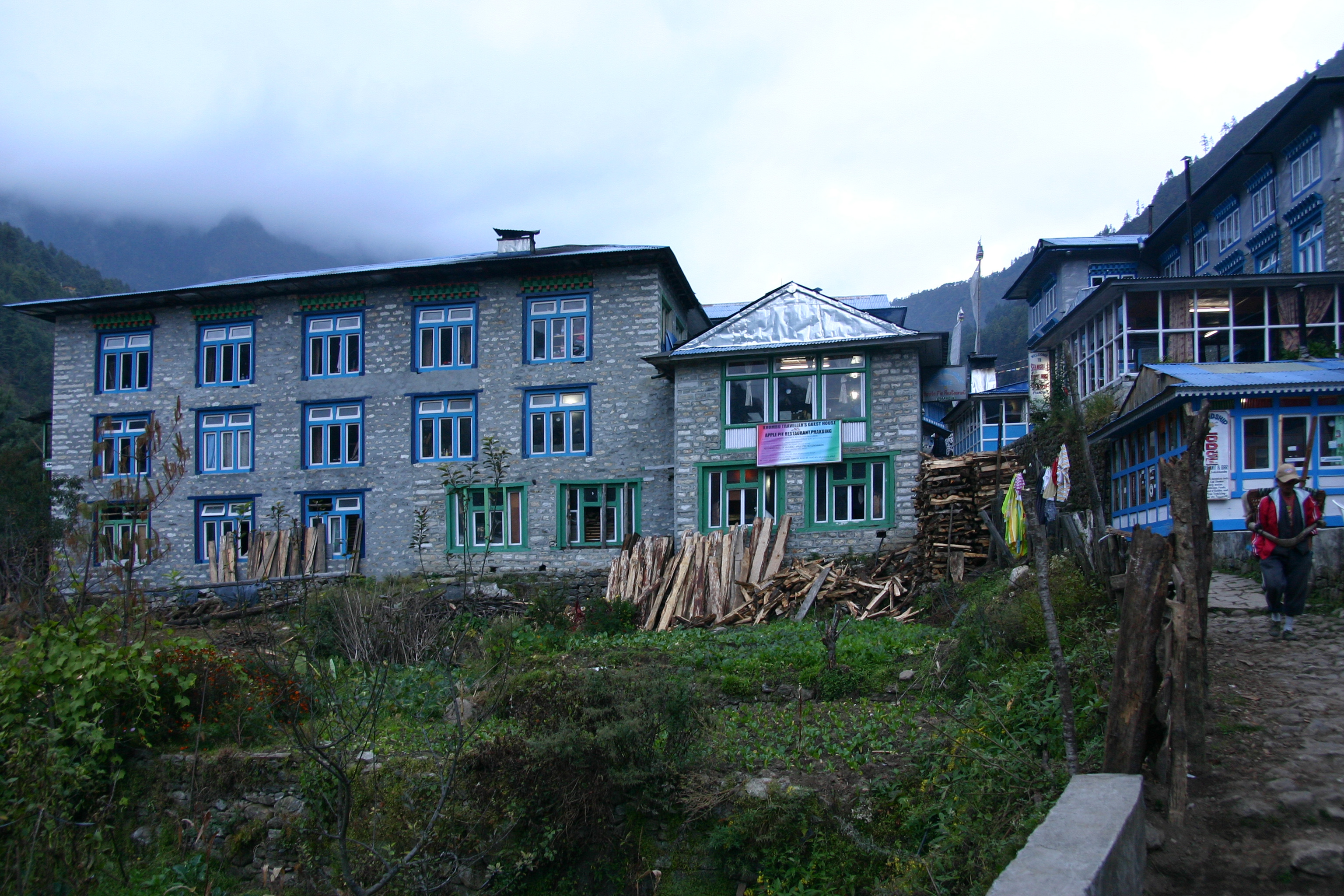
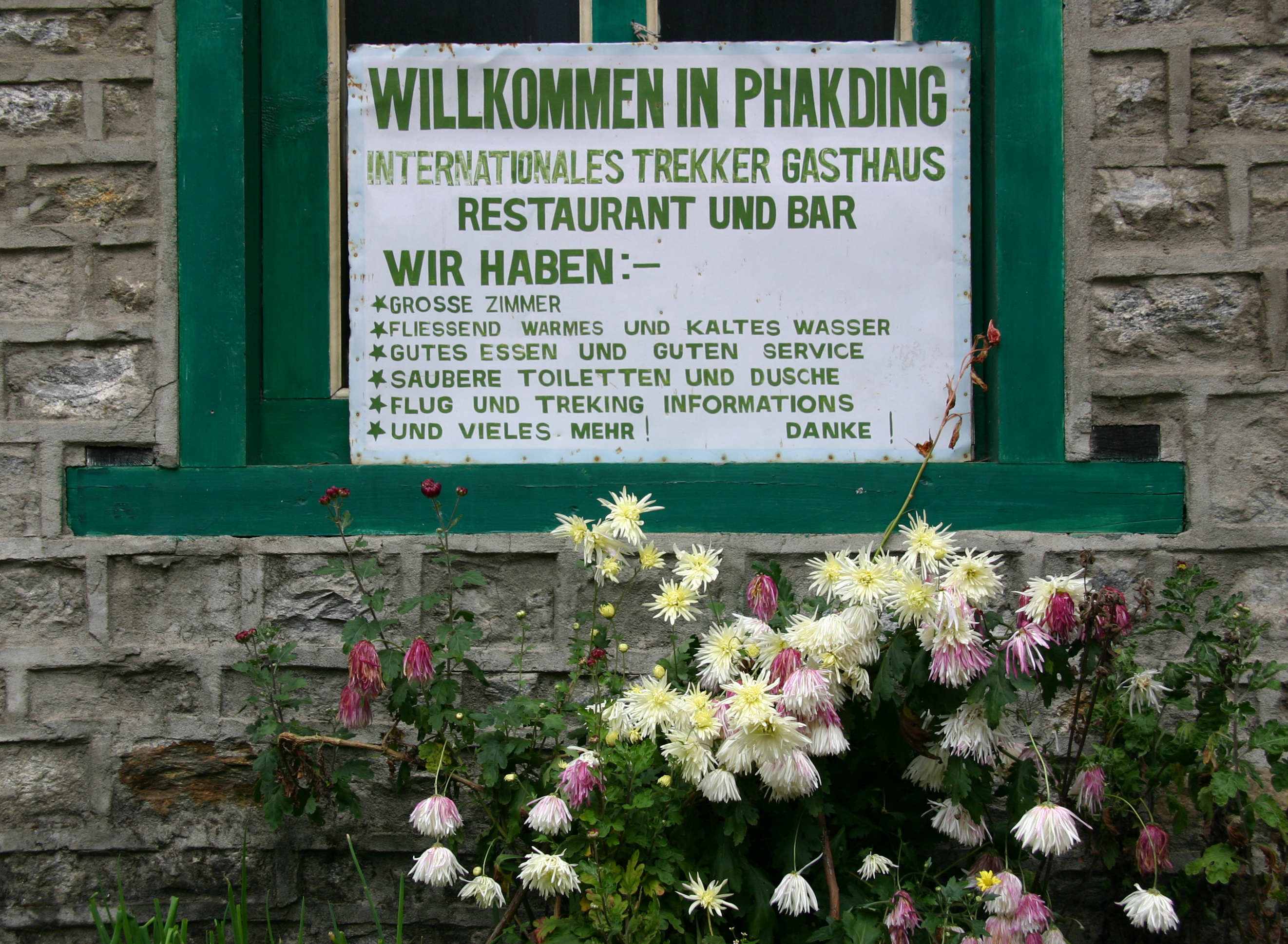
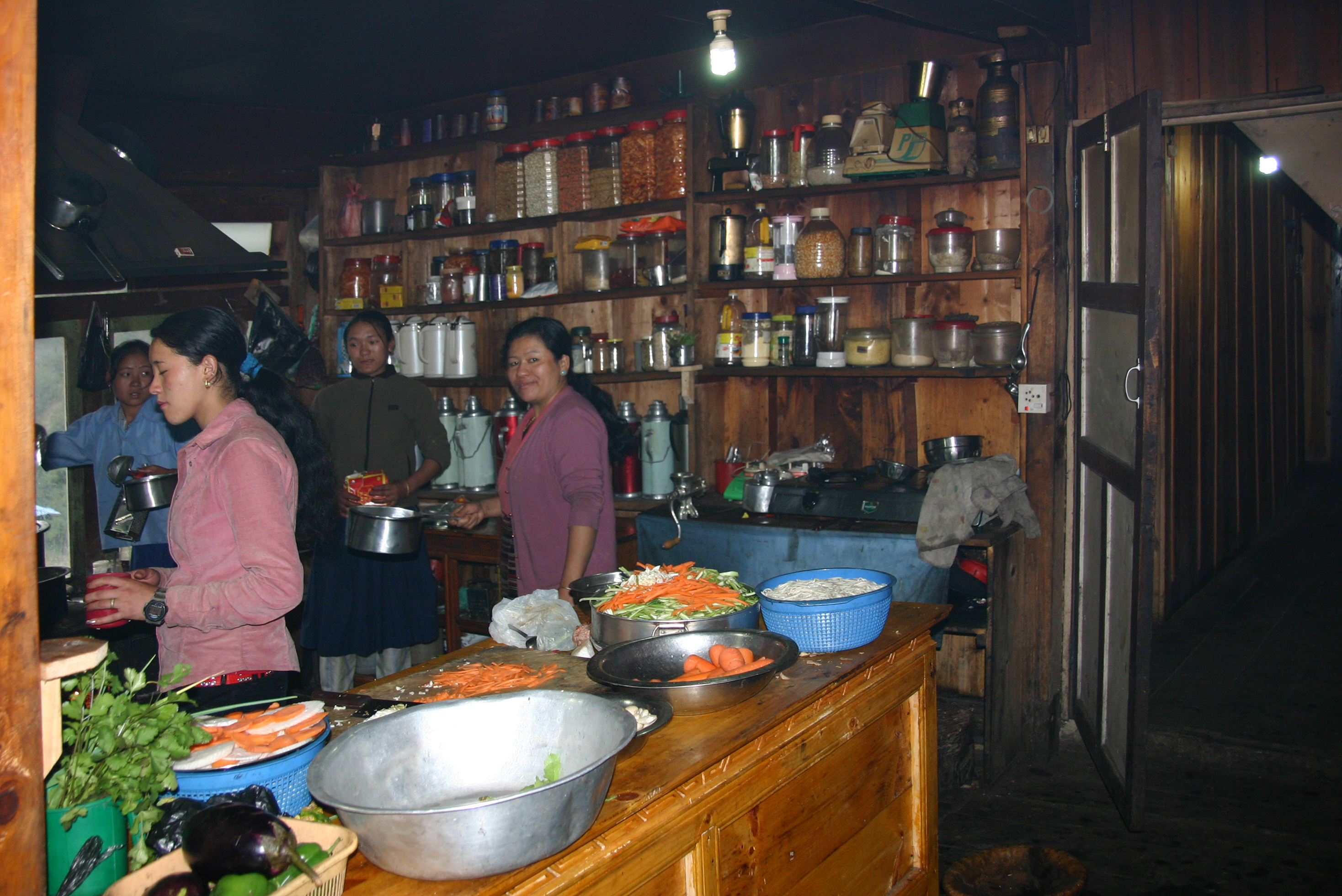
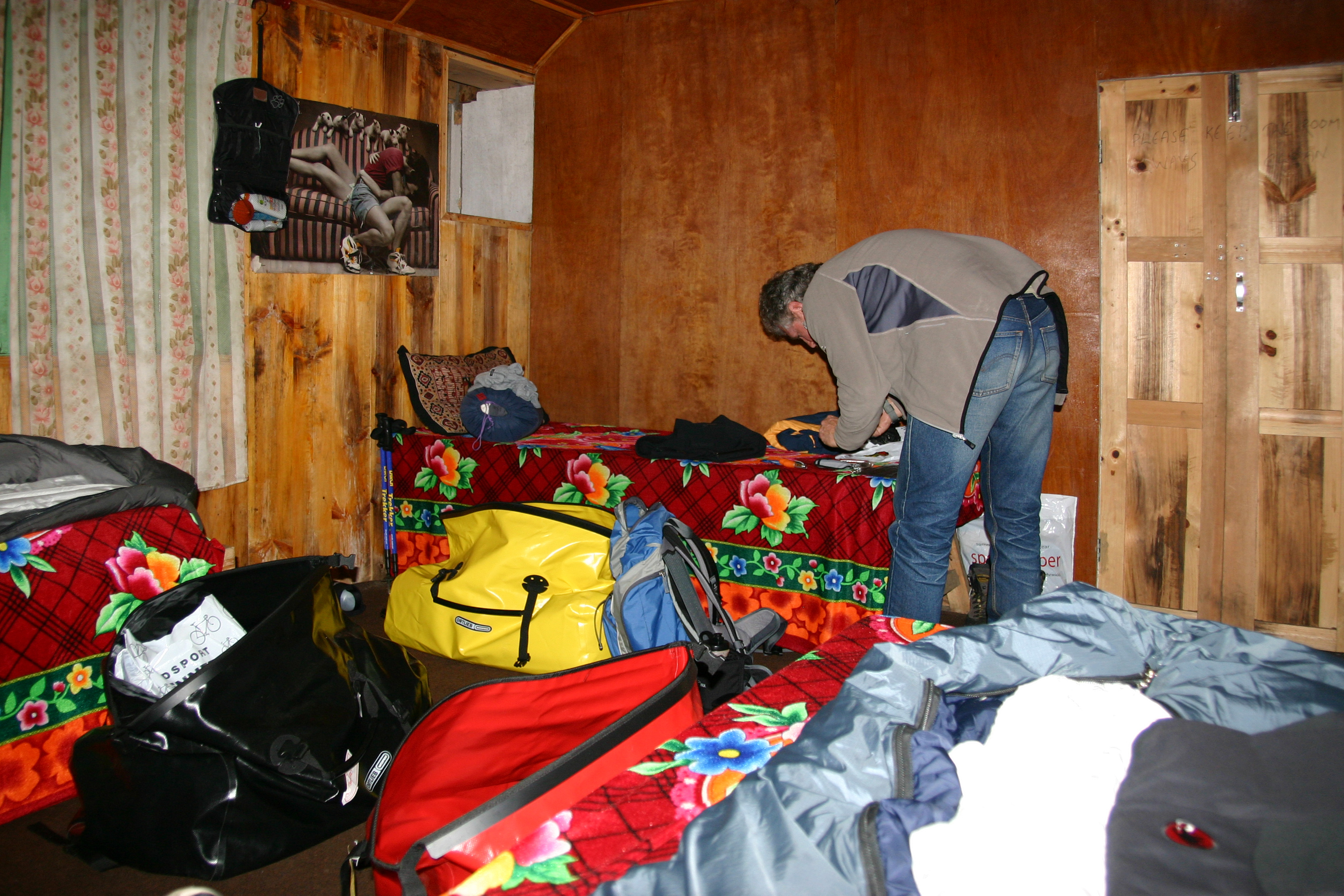
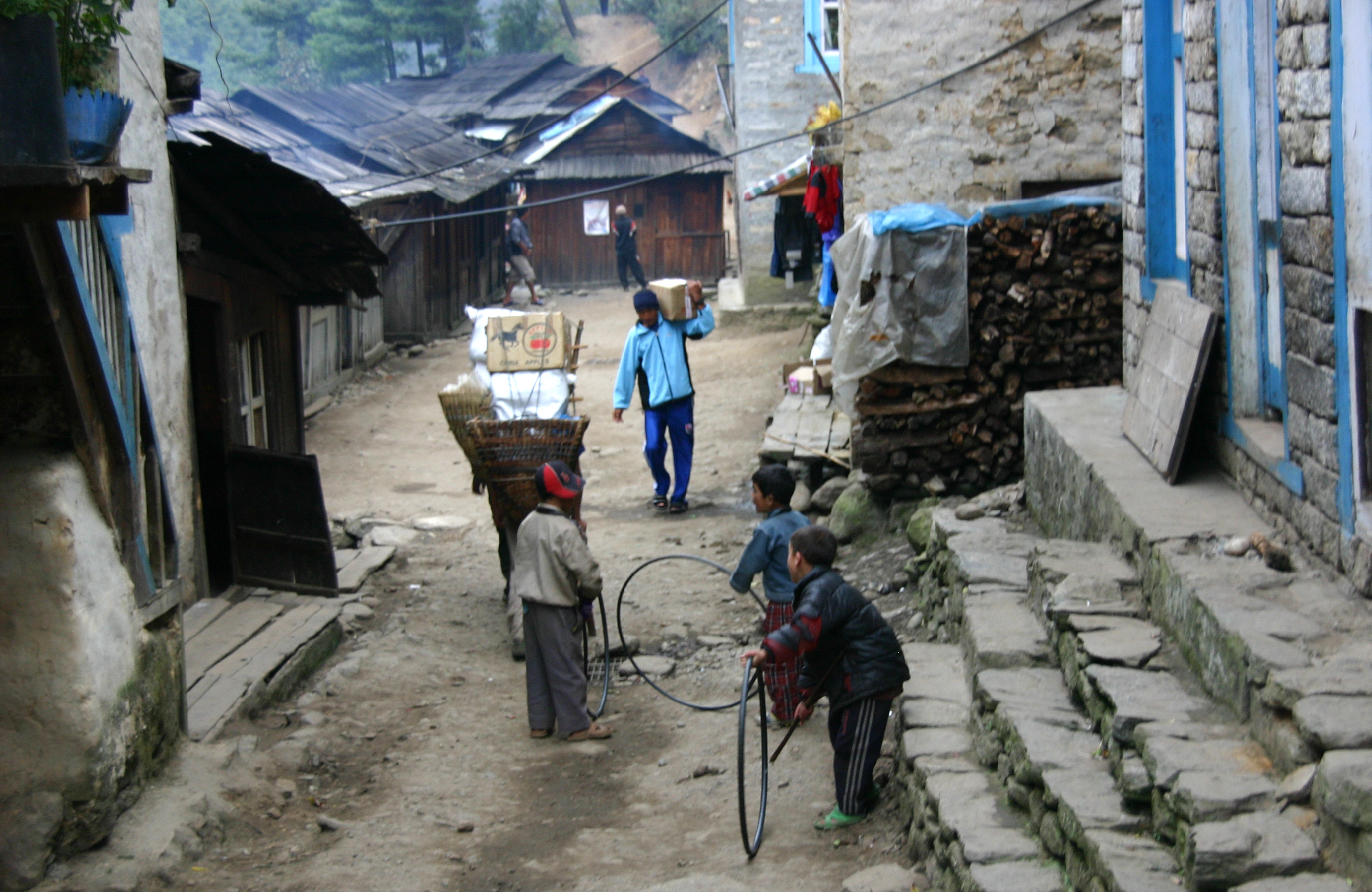
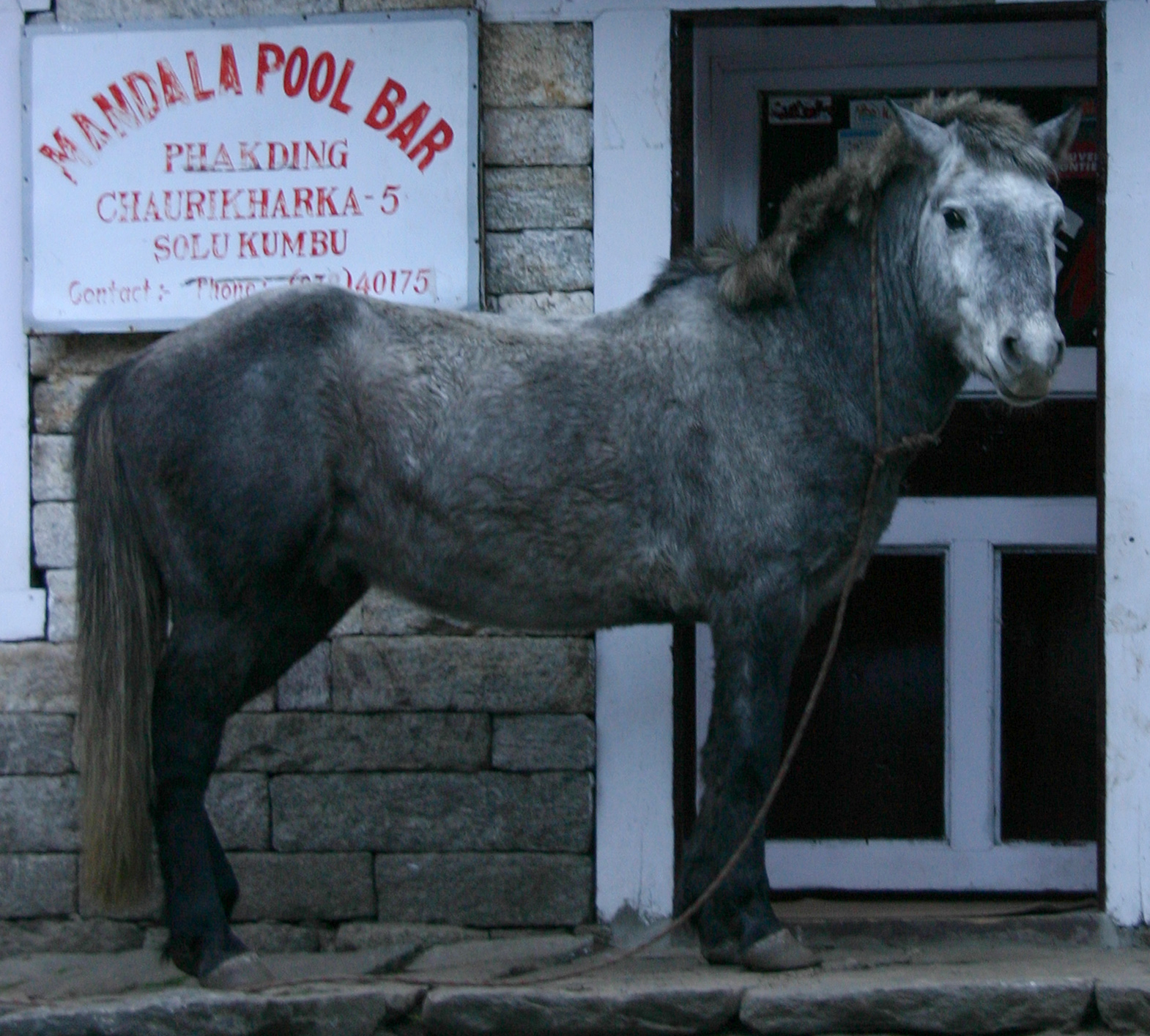
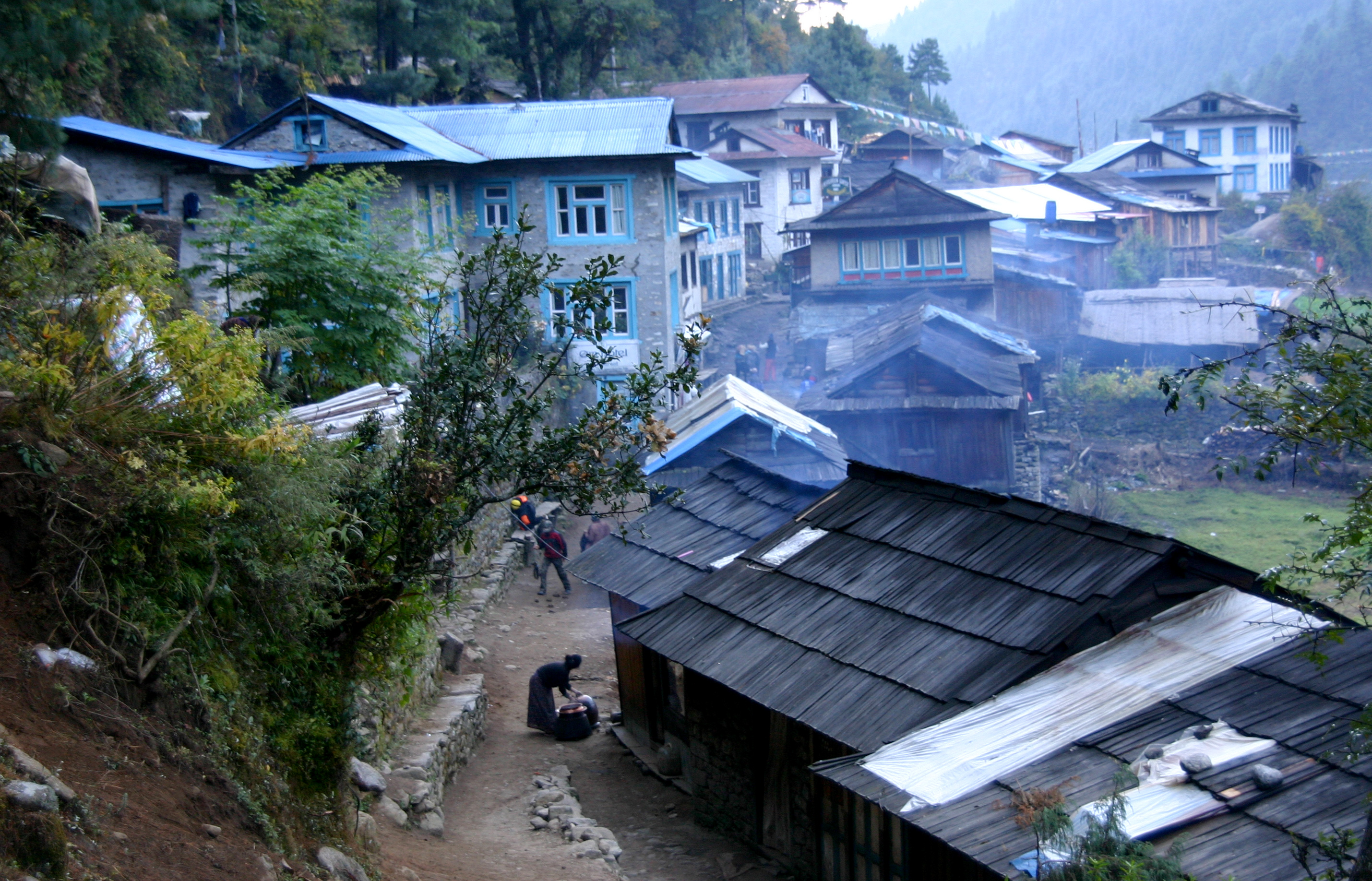